# Croix d'Alex
La croix d'Alex est une croix située à Alex, en France.

## Localisation
La croix est située dans le département français de la Haute-Savoie, sur la commune d'Alex.

## Historique
L'édifice est inscrit au titre des monuments historiques en 1926.